# سلوى العاص
سلوى العاص (1943- ) مغنية أردنية 

## حياتها
هي فلسطينية الأصل من قرية عجا التي تقع إلى الجنوب من جنين واسمها الحقيقي «نوال عبد الرحمن عجاوي». أدت العديد من الأغاني الجميلة. زوجها هو الموسيقار جميل العاص، بدأت مشوارها الفني وهي في سن مبكرة. وأتقنت اللهجة البدوية الأصيلة وشدت بها في عواصم العالم العربية والأجنبية، وتكاد تكون من أعمدة الفن الأردني وهي في نظر كثير من الأردنيين جزء من الهوية الأردنية الأصيلة التي غنت للوطن وإنجازاته.

## جوائز
كرّمها الملك عبد الله الثاني بن الحسين الفنانة بوسام مئوية الدولة في احتفالية عيد الاستقلال 75 يوم 27 أيار 2021.

## أعمالها
- أحنا ولاد البلد. [1]
- موال الهوى.
- بين الدوالي.
- يوم جديد.
- وين ع رام الله.
- وش ها الغزال.
- على دلعونا مع شكري عياد
- حبيبي يا لافي.
- على بير الطي.
- لأحمل بيدي جوز فرود
- بيرق الوطن رفرف.
- الأرض بدها الوفي.
- بيرق الوطن.
- راس غليص.
- قلبي معاه ولد العم.
- فلكور أردني.
- غزة الصامدة.
- من يوم غاب الولف.
- موال يا سلاما.
- يا ابن الحسين.
- يا مويل الهوى.